# Donald Dupree
Donald Victor „Don” Dupree (ur. 10 lutego 1919 w Saranac Lake, zm. 1 maja 1993 tamże) – amerykański bobsleista, brązowy medalista igrzysk olimpijskich i srebrny medalista mistrzostw świata.

## Kariera
Pierwszy sukces w karierze osiągnął w 1948 roku, kiedy wspólnie z Thomasem Hicksem, Jamesem Bickfordem i swym bratem Williamem zdobył brązowy medal na igrzyskach olimpijskich w Sankt Moritz. Był to jego jedyny start olimpijski. W tej samej konkurencji zdobył też srebrny medal podczas mistrzostw świata w Lake Placid w 1949 roku, gdzie reprezentacja USA wystąpiła w składzie: James Bickford, Henry Sterns, Pat Buckley i Donald Dupree.